# 蜜月 (映画)
『蜜月』（みつげつ）は、1984年1月28日に公開された日本の恋愛映画。監督は橋浦方人、原作・脚本は立松和平、製作はシネマハウト、ATG、配給はATG。113分。
原作は立松による同名の自伝的中編小説である。同作は『すばる』1982年8月号に『路上の愛』として一挙掲載され、同年12月に『蜜月』と改題して集英社から刊行された。

## あらすじ
大学を出て、その大学に編集部のある同人誌に純文学作品を持ち込んでいる哲明は、その事務所で働いているみつ子と恋仲になるが、良家のお嬢さんであるため結婚は認めないようだ。2人は秘かに関係を深めるが、暗黒舞踏にも出入りする哲明に、みつ子は怖さを感じてもいる。

## スタッフ
- 製作：佐々木史朗
- プロデューサー：佐々木啓
- 監督：橋浦方人
- 助監督：矢野広成
- 原作・脚本：立松和平
- 撮影：中堀正夫
- 音楽・演奏：山下洋輔
- 美術：池谷仙克
- 舞踏指導：麿赤児

## キャスト
- 村上哲明：佐藤浩市
- 星みつ子：中村久美
- 哲明の父：財津一郎
- みつ子の母：河内桃子
- 砂男：本田博太郎
- 弥生：中村亜湖
- 好天プロの男：益岡徹
- 好天プロの女：速水典子
- 南沢梨香
- 下宿のおばさん：楠トシエ
- 仲買いの社長：麿赤児
- 仲買いの社長夫人：白川和子
- 中山寛子：きたむらあきこ
- 哲明の母：三田登喜子
- 哲明の妹：川上麻衣子
- 印刷屋の主人：梅津栄
- ヌードの女：麻生うさぎ